# Somersby (napój piwny)
Somersby – marka napoju piwnego produkowanego przez koncern Carlsberg Polska. Na polskim rynku jest dostępny od 2012 r.
Dostępne wersje napoju w 2020 r. w Polsce: sparkling rosé, apple, blackberry, mango & lime, watermelon, piña colada, pear 0,0% i wild berries 0,0%. Wersje bezalkoholowe zostały wprowadzone w Polsce w 2019 r.

## Skład
Somersby ma 4,5% lub 0,0% alkoholu', a w jego podstawowy skład wchodzi 45% piwa i 55% soku jabłkowego. W zależności od wersji sok jabłkowy może być sfermentowany lub niesfermentowany, a w innych wersjach smakowych znajdują się niewielkie ilości innych soków owocowych. Ponadto obecne są dodatki: substancje słodzące, kwasy organiczne jako regulatory kwasowości, aromaty naturalne i barwniki'.
Sprzedawany w butelkach 0,4 l oraz puszkach 0,33 i 0,5 l.

## Somersby w Polsce
Somersby został wprowadzony na rynek od połowy marca 2012 roku we wszystkich kanałach dystrybucji.
Wejście Somersby było wsparte działaniami marketingowymi kreującymi postać Lorda Somersby'ego. W maju ruszyła trzymiesięczna kampania telewizyjna przygotowana przez agencję Saatchi & Saatchi. Działania w internecie, w tym aktywacje w mediach społecznościowych, prowadzone były przez Saatchi & Saatchi Digital. Za planowanie i zakup mediów odpowiedzialny był dom mediowy PHD.
Dostępny w Polsce napój piwny jest wzorowany na znanej na całym świecie marce cydru (jabłecznika) „Somersby” (Apple Cider), który istnieje na rynku od wielu lat w ponad 20 krajach (innych niż Polska).